# پنه‌لوپه اسکات
پنه‌لوپه اسکات (به انگلیسی: Penelope Scott) موسیقی‌دان، خواننده-ترانه‌پرداز و تهیه‌کنندهٔ موسیقی آمریکایی می‌باشد. تمامی ترانه‌های وی به تهیه‌کنندگی خودش است.